# ゴルゴ (小惑星)
ゴルゴ (681 Gorgo) は小惑星帯に位置する小惑星である。ハイデルベルクでアウグスト・コプフによって発見された。
紀元前5世紀のスパルタ王レオニダス1世の王妃であるゴルゴーにちなんで命名された。